# グリーンブライア郡 (ウェストバージニア州)
グリーンブライア郡（英: Greenbrier County、[ˈɡriːnbraɪər]）は、アメリカ合衆国ウェストバージニア州の南部に位置する郡である。2010年国勢調査での人口は35,480人であり、2000年の34,453人から3.0%増加した。郡庁所在地はルイスバーグ市（人口3,830人）であり、同郡で人口最大の都市でもある。グリーンブライア郡はバー時に州時代の1778年に、ボトトート郡とモントゴメリー郡（共にバージニア州）の一部を合わせて設立された。

## 歴史
グリーンブライア郡となった地域は、1740年頃にヨーロッパ人が入ってくる以前、バージニア州西部の大半と同様に、ショーニー族やチェロキー族インディアンの狩猟場として使われていた。この土地をインディアンは「カンタッキー」と呼んでおり、東の海から来てショーニー族の先祖に殺されたと言われる白人アズゲンスの亡霊が住むと考えられていた。伝説に拠れば、この地域はアズゲンスの骨と霊が所有しており、生存のための猟を認めたが、インディアンの酋長ブラック・フィッシュの証言では「気まぐれに動物を殺すことは決して許されず、この国に定住することを禁じられている。...もし定住するならば、亡霊がその洞窟とマウンドから現れ、我々を殺すことになる。父が子を、子が父を、隣人が隣人を互いに殺しあうようにさせる。」と述べていた。狩猟隊がこの地域に宿営して狩猟を行うことを認められたが、「スペイレイウィチーピ」（オハイオ川）の東と南に定住することは禁止された:65-66。
パックシンワやその息子のテクムセなどショーニー族の指導者達は、ヨーロッパ人開拓者の到着を警戒していた。第一に白人開拓地はアズゲンスの禁を犯すものと見ていた。第二に、生存のためには欠かせないと見ていたその狩猟場を失うことを恐れた。さらには白人開拓者がオハイオ川を越えて、彼らの本拠地、現在のオハイオ州に入ってくるのは時間の問題と考えており、それは正しかった。
1774年、ニューヨーク植民地とバージニア植民地の総督だった第4代ダンモア伯ジョン・マーレイが3,000名の軍隊を組織し、ショーニー族の本拠地に侵攻することを決めた。兵士の半分はピット砦で集められ、残り半分は現在ルイスバーグとなっているユニオン砦で集められた。指揮官はアンドリュー・ルイス将軍だった。その年の10月初旬、ルイスの軍隊は下流のカナー川河口、現在のポイントプレザントまで進軍し、ホコレスクワ、別名コーンズトークが指揮するショーニー族部隊と、有名だが決着の付かなかった戦闘を行った:78, 98-99。
植民地時代にヨーロッパ人開拓者はインディアンから数多くの襲撃を受けており、中でもランドルフ砦と後にドナリー砦は25人の男性と60人の女性子供が住んでいた所が襲撃を受けた。ドナリー砦の守備隊で英雄的だったのが、ディック・ポインターというアフリカ系アメリカ人奴隷だった。ポインターは身長が7フィート (210 cm) あり、フィリップ・ハマンと共に丸太製の戸口を守り、守備隊が目覚めて攻撃に対する備えができるまでの時間を稼いだ。後にポインターはバージニア州議会で演説し、ドナリー砦を守ったことで「晩年には」解放されることを望むという心を動かす訴えを行った。議会がポインターに自由を与えたかについては、歴史文献で異なる証言がなされている。ポインターの墓は、郡庁所在地ルイスバーグのカーネギーホール傍にあり、ルイスバーグ墓地の中央には歴史標識も建てられている。ルイスバーグにあるノースハウス博物館にはポインターのマスケット銃が恒久展示されている。
1861年からこの地域にも南北戦争の余波が及び、1862年5月のルイスバーグの戦いや1863年8月のホワイトサルファースプリングスの戦いなど、幾つかの戦闘が起こった。この2つの戦闘では北軍が勝った。
アメリカ合衆国最古級のゴルフ場と言われるものが、1884年にホワイトサルファースプリングスの北に、モンタギュー家によって設立された。
第二次世界大戦前の10年間、市民保全部隊の幾つかのキャンプがグリーンブライア川沿いに設立された。
20世紀の大半を通して、メドウ川製材会社がレイネルで世界最大級の硬木製材所を運営した。
第二次世界大戦中、グリーンブライア・ホテルは病院に利用され、また戦中にアメリカ合衆国に取り残された枢軸国外交官の収容所となった。終戦後元のホテルとして使われるようになった。
冷戦時代、アメリカ合衆国政府存続計画の一部として、アメリカ合衆国議会の秘密の核シェルターがグリーンブライアー・リゾートに置かれた。

## 郡政府
ウェストバージニア州の全ての郡と同様、グリーンブライア郡は3人の委員で構成される郡政委員会が統治している。他に選挙で選ばれる役人として、保安官、郡事務官、巡回裁判所事務官、税評価官、検事官、測量士、および3人の判事がいる。

## 地理
アメリカ合衆国国勢調査局に拠れば、郡域全面積は1,024平方マイル (2,652.1 km2)であり、このうち陸地1,021平方マイル (2,644.4 km2)、水域は3平方マイル (7.8 km2)で水域率は0.31%である。
郡域の北部と西部の大半は公有地（モノンガヘラ国立の森）、炭田、およびミードウェストベイコやCSXトランスポーテーションなど民間会社が所有する森林となっている。
2005年、イリノイ州シカゴのインベナジーLLCが、124基のビーチリッジ・ウィンドファームを、郡内幾つかの山頂に3億ドルをかけて建設すると発表した。発電能力は186メガワットである。2007年後半には着工できるとの計画だったが、ウェストバージニア州控訴裁判所が、計画に反対する者達からの提訴について審問を行うとした時に中断された。最終的に州最高裁判所が開発者側有利の判決を下し、2009年夏には着工できる道が開かれた。しかし2009年7月、メリーランド州アメリカ合衆国地区裁判所が反対側からの提訴について審問することに合意した。

### 交通

#### 鉄道
全国的な旅客輸送鉄道を運行するアムトラックが、「カーディナル号」を運行しており、ホワイトサルファースプリングスとアルダーソンに停車している。

#### 主要高規格道路
- 州間高速道路64号線
- アメリカ国道60号線
- アメリカ国道219号線
- ウェストバージニア州道12号線
- ウェストバージニア州道20号線
- ウェストバージニア州道39号線
- ウェストバージニア州道55号線
- ウェストバージニア州道63号線
- ウェストバージニア州道92号線

### 隣接する郡
- ウェブスター郡 - 北
- ポカホンタス郡 - 北東
- バス郡 (バージニア州) - 東
- アリゲイニー郡 (バージニア州) - 南東
- モンロー郡 - 南
- サマーズ郡 - 南西
- ファイエット郡 - 西
- ニコラス郡 - 北西

### 国立保護地域
- モノンガヘラ国立の森（部分）

### 国定自然ランドマーク
- ロストワールド洞穴
- オーガン洞窟システム

## 人口動態
以下は2000年国勢調査による人口統計データである。
| 基礎データ - 人口: 34,453人 - 世帯数: 14,571 世帯 - 家族数: 9,922 家族 - 人口密度: 13人/km2（34人/mi2） - 住居数: 17,644軒 - 住居密度: 7軒/km2（17軒/mi2） 人種別人口構成 - 白人: 95.23% - アフリカン・アメリカン: 3.04% - ネイティブ・アメリカン: 0.34% - アジア人: 0.19% - 太平洋諸島系: 0.01% - その他の人種: 0.15% - 混血: 1.04% - ヒスパニック・ラテン系: 0.68% 年齢別人口構成 - 18歳未満: 21.6% - 18-24歳: 7.7% - 25-44歳: 26.1% - 45-64歳: 26.9% - 65歳以上: 17.7% - 年齢の中央値: 42歳 - 性比（女性100人あたり男性の人口） - 総人口: 92.5 - 18歳以上: 88.8 | 世帯と家族（対世帯数） - 18歳未満の子供がいる: 27.6% - 結婚・同居している夫婦: 54.2% - 未婚・離婚・死別女性が世帯主: 10.7% - 非家族世帯: 31.9% - 単身世帯: 28.6% - 65歳以上の老人1人暮らし: 13.4% - 平均構成人数 - 世帯: 2.32人 - 家族: 2.83人 収入 - 収入の中央値 - 世帯: 26,927米ドル - 家族: 33,292米ドル - 性別 - 男性: 26,157米ドル - 女性: 19,620米ドル - 人口1人あたり収入: 16,247米ドル - 貧困線以下 - 対人口: 18.2% - 対家族数: 14.5% - 18歳未満: 23.7% - 65歳以上: 16.0% |

## 教育

### 公共教育学区
郡内の公立学校はグリーンブライア郡教育委員会が運営している。委員は非党派選挙で選出される。委員会が教育監督官を指名し、全体の監督に当たらせている。各学校は校長と、場合によって1人以上の教頭が管理している。教育委員会はルイスバーグのチェスナット通りにある。州内の最近の傾向に従い、中等教育校を統合しているが、小学校は小さな集落に置いたままである。以下は公立学校のリストである。
- アルダーソン小学校
- クリックトン小学校
- イースタングリーンブライア中学校
- フランクフォード小学校
- グリーンブライア東高校
- グリーンブライア西高校
- ルイスバーグ小学校
- レイネル小学校
- ロンスバート小学校
- ルパート小学校
- スムート小学校
- ウェスタングリーンブライア中学校
- ホワイトサルファースプリングス小学校

### 私立学校
- グリーンブライア・エピスコパル・スクール
- レイネル・クリスチャン・アカデミー
- セネカトレイル・クリスチャン・アカデミー
- ルイスバーグ・バプテスト・アカデミー

### 高等教育機関
- ニュー川コミュニティ工科カレッジ、ルイスバーグ分校
- ウェストバージニア整骨療法学校